# Marco Dorigo
 Marco Dorigo (Milà, 26 d'agost de 1961) és director de recerca en el Fons Nacional de la Investigació Científica (FRS-FNRS) de Bèlgica, i codirector de l'Institut de recerca interdisciplinària i l'evolució de la intel·ligència artificial (IRIDIA) a la Universitat Lliure de Brussel·les.
És un dels creadors de l'algorisme de la colònia de formigues i de la investigació sobre la intel·ligència d'eixam. Entre altres distincions, ha rebut:
- El Cajastur International Prize for Soft Computing (2007).[1]
- El premi quinquennal Dr A. De Leeuw-Damry-Bourlart en Ciències Aplicades (2001-2005).[2]
- El Premi Marie Curie de la Comissió Europea (2003).[3]
- El Premi Intelligenza Artificiale “Marco Somalvico” (biennal) de la "Associazione Italiana per l'Intelligenza Artificiale" (1996).[4]

## Publicacions
- Ant Colony Optimization, en col·laboració amb Thomas Stützle, MIT Press, 2004. (ISBN 0-262-04219-3)
- Swarm Intelligence: De natural a l'artificial Sistemes  amb Eric Bonabeau i Guy Theraulaz, Oxford University Press, 1999. (ISBN 0-19-513159-2)
- Robot Shaping amb Marco Colombetti, MIT Press, 1998. (ISBN 0-262-04164-2)
- Ant Algorithms for optimització discreta, en col·laboració amb Gianni Di Caro i Luca Maria Gambardella, Artificial Life, vol. 5, N. 2, 1999.